# Кубок Білорусі з футболу 2004—2005
Кубок Білорусі з футболу 2004–2005 — 14-й розіграш кубкового футбольного турніру в Білорусі. Титул вперше здобув МТЗ-РІПО.

## Календар
| Раунд        | Дата                          | Матчі | Клуби   |
| ------------ | ----------------------------- | ----- | ------- |
| Перший раунд | 14 липня 2004                 | 15    | 46 → 31 |
| Другий раунд | 14 серпня - 25 вересня 2004   | 15    | 31 → 16 |
| 1/8 фіналу   | 12 жовтня - 14 листопада 2004 | 8     | 16 → 8  |
| 1/4 фіналу   | 3/7 квітня 2005               | 8     | 8 → 4   |
| 1/2 фіналу   | 12 квітня/4 квітня 2005       | 4     | 4 → 2   |
| Фінал        | 22 травня 2005                | 1     | 2 → 1   |

## Перший раунд
| Команда 1                | Рахунок      | Команда 2                     |
| ------------------------ | ------------ | ----------------------------- |
| 14 липня 2004            |              |                               |
| Сож (Кричев) (3)         | 0:6          | Дніпро-ДЮСШ-1 (Рогачов) (2)   |
| Осиповичі (3)            | 3:1          | Торпедо-Кадино (Могильов) (2) |
| Полоцьк (3)              | 0:2          | Локомотив (Мінськ) (2)        |
| ДЮСШ-2 (Сморгонь) (А)    | 1:2          | Ліда (2)                      |
| Комунальник (Жлобін) (3) | 1:1 пен. 5:6 | Хімік (Світлогорськ) (2)      |
| Зміна (Мінськ) (3)       | 4:1          | Сморгонь (2)                  |
| Пінськ-900 (3)           | 3:2          | Береза (2)                    |
| Гомель-СДЮШОР (3)        | 1:4          | Верас (Несвіж) (2)            |
| Орша (3)                 | 1:3          | Ведрич-97 (Річиця) (2)        |
| Полісся (Козенки) (3)    | 1:2          | Вертикаль (Калинковичі) (2)   |
| Горки (3)                | 2:3          | Молодечно-2000 (2)            |
| ПМК-7 (Ганцевичі) (А)    | 0:5          | Барановичі (2)                |
| Лівадія (Дзержинськ) (3) | 1:6          | Комунальник (Слонім) (2)      |
| Спартак-УОР (Шклов) (3)  | 1:3          | Граніт (Мікашевичі) (2)       |
| Неман (Мости) (3)        | 1:2          | ЗЛіН (Гомель) (2)             |

## Другий раунд
| Команда 1                   | Рахунок      | Команда 2                  |
| --------------------------- | ------------ | -------------------------- |
| 14 серпня 2004              |              |                            |
| Осиповичі (3)               | 0:1          | МТЗ-РІПО                   |
| Комунальник (Слонім) (2)    | 1:0          | Торпедо (Жодино)           |
| Молодечно-2000 (2)          | 2:5          | Білшина                    |
| Хімік (Світлогорськ) (2)    | 0:3          | Динамо (Берестя)           |
| Верас (Несвіж) (2)          | 1:2          | Нафтан                     |
| Вертикаль (Калинковичі) (2) | 0:2 дч       | Шахтар (Солігорськ)        |
| Барановичі (2)              | 1:0          | Локомотив (Вітебськ)       |
| Зміна (Мінськ) (3)          | 0:1          | Даріда                     |
| Пінськ-900 (3)              | 0:3          | Гомель                     |
| Дніпро-ДЮСШ-1 (Рогачов) (2) | 0:2          | Дніпро-Трансмаш (Могильов) |
| Ліда (2)                    | 1:0          | Зірка-БДУ (Мінськ)         |
| Локомотив (Мінськ) (2)      | 3:3 пен. 1:3 | Німан                      |
| Граніт (Мікашевичі) (2)     | 0:1          | Торпедо-СКА (Мінськ)       |
| 15 серпня 2004              |              |                            |
| ЗЛіН (Гомель) (2)           | 1:2          | БАТЕ                       |
| 25 вересня 2004             |              |                            |
| Ведрич-97 (Річиця) (2)      | 1:1 пен. 3:5 | Динамо (Мінськ)            |

## 1/8 фіналу
| Команда 1            | Рахунок      | Команда 2                  |
| -------------------- | ------------ | -------------------------- |
| 12 жовтня 2004       |              |                            |
| Нафтан               | 2:3          | Барановичі (2)             |
| 11 листопада 2004    |              |                            |
| Динамо (Берестя)     | 1:2          | БАТЕ                       |
| Торпедо-СКА (Мінськ) | 1:1 пен. 4:5 | Дніпро-Трансмаш (Могильов) |
| Білшина              | 1:0 дч       | Динамо (Мінськ)            |
| Гомель               | 1:0          | Славія-Мозир               |
| Даріда               | 2:0          | Комунальник (Слонім) (2)   |
| Німан                | 1:1 пен. 4:2 | Шахтар (Солігорськ)        |
| 14 листопада 2004    |              |                            |
| МТЗ-РІПО             | 3:0          | Ліда (2)                   |

## 1/4 фіналу
| Команда 1       | Заг.    | Команда 2                  | 1-й матч | 2-й матч |
| --------------- | ------- | -------------------------- | -------- | -------- |
| 3/7 квітня 2005 |         |                            |          |          |
| БАТЕ            | 2:2 (ч) | Дніпро-Трансмаш (Могильов) | 1:0      | 1:2      |
| Німан           | 2:2 (ч) | Білшина (2)                | 0:1      | 2:1      |
| МТЗ-РІПО        | 2:1     | Барановичі (2)             | 0:0      | 2:1      |
| Гомель          | 1:1 (ч) | Даріда                     | 1:1      | 0:0      |

## 1/2 фіналу
| Команда 1               | Заг. | Команда 2 | 1-й матч | 2-й матч |
| ----------------------- | ---- | --------- | -------- | -------- |
| 12 квітня/4 травня 2005 |      |           |          |          |
| МТЗ-РІПО                | 5:1  | Німан     | 2:0      | 3:1      |
| Даріда                  | 0:2  | БАТЕ      | 0:1      | 0:1      |

## Фінал
| 22 травня 2005 |

| МТЗ-РІПО                 | 2:1      | БАТЕ        |
| ------------------------ | -------- | ----------- |
| Федоров 42' Кінцевий 73' | Протокол | Лебедєв 28' |

| Стадіон «Динамо», Мінськ Глядачів: 15 500 Арбітр: Олексій Кульбаков |